# 千葉県道・埼玉県道295号松戸三郷線

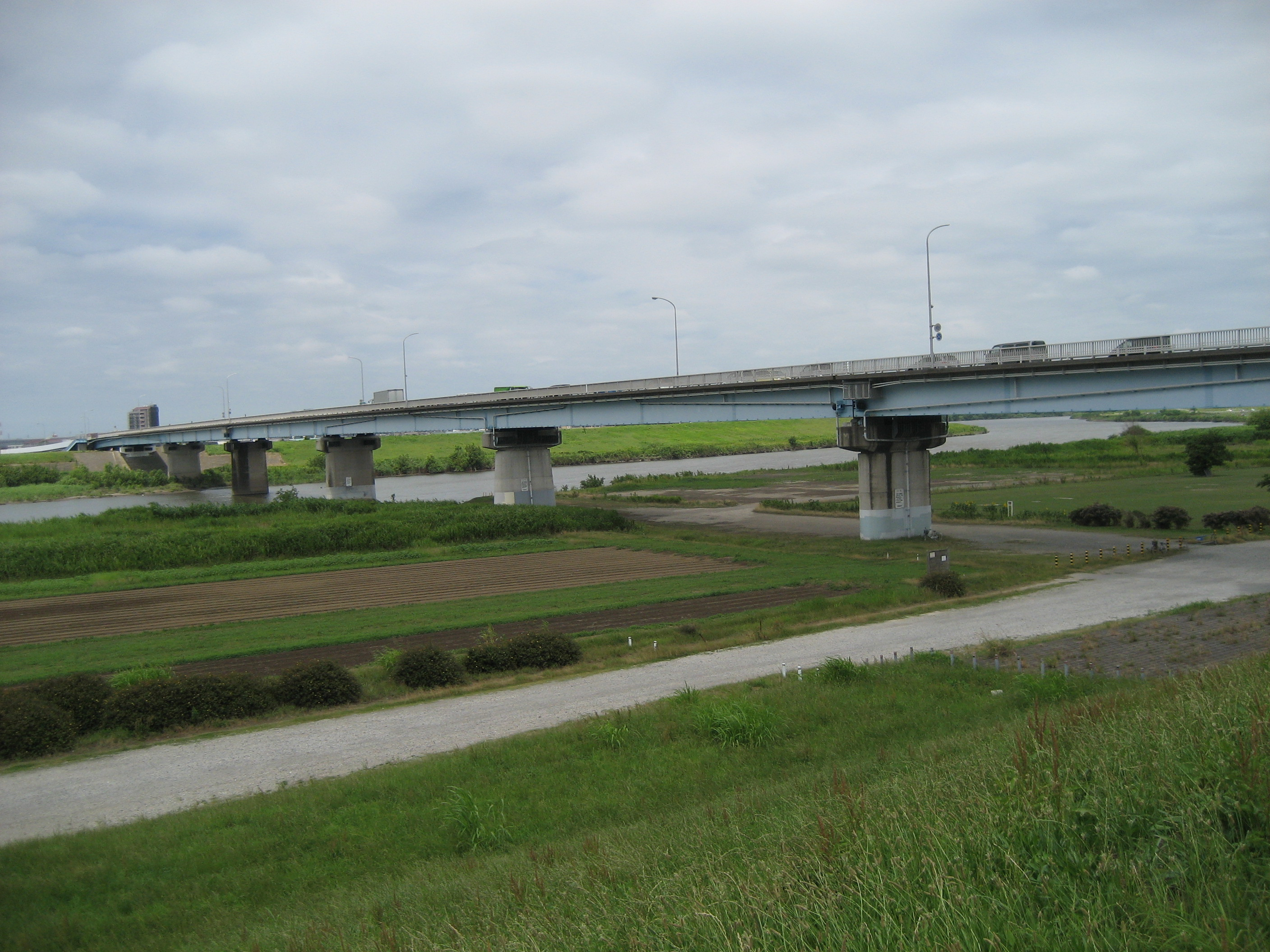
上葛飾橋（千葉県松戸市側から撮影）

千葉県道・埼玉県道295号松戸三郷線（ちばけんどう・さいたまけんどう295ごう まつどみさとせん）は、千葉県松戸市から埼玉県三郷市を結ぶ一般県道である。有料道路（松戸三郷有料道路）として開通され、2008年（平成20年）10月26日午前0時より無料開放された道路である。千葉県道路公社が管理していたが、無料開放時に千葉県および埼玉県に移管された。
主に江戸川にかかる上葛飾橋という橋からなっていて、江戸川を渡る自動車に利用されている。

## 概要
- 起点 : 千葉県松戸市古ヶ崎
- 終点 : 埼玉県三郷市鎌倉
- 全長 : 2.2 km
- 道路規格 : 第3種第2級
- 車線 : 2車線
- 車線幅員 : 3.25 m[要出典]
- 設計速度 : 50 km/h
- 事業費 : 約80億円[要出典]

## 接続・交差道路
- 千葉県道5号松戸野田線「古ヶ崎五差路交差点」（起点）
- 国道298号「鷹野5丁目東交差点」（終点）
- 東京外環自動車道三郷南IC
- 千葉県道401号松戸野田関宿自転車道線（江戸川・左岸）
- 埼玉県道156号三郷幸手自転車道線（江戸川・右岸）

## 沿革
- 1975年（昭和50年）2月25日 : 着工。
- 1980年（昭和55年）4月1日 : 供用開始。
- 2007年（平成19年）4月1日 : 松戸三郷有料道路の道路交通対策を実証的に検証するため、料金を改定（1年間）。
- 2008年（平成20年）10月26日 : 料金徴収期間終了 無料開放。

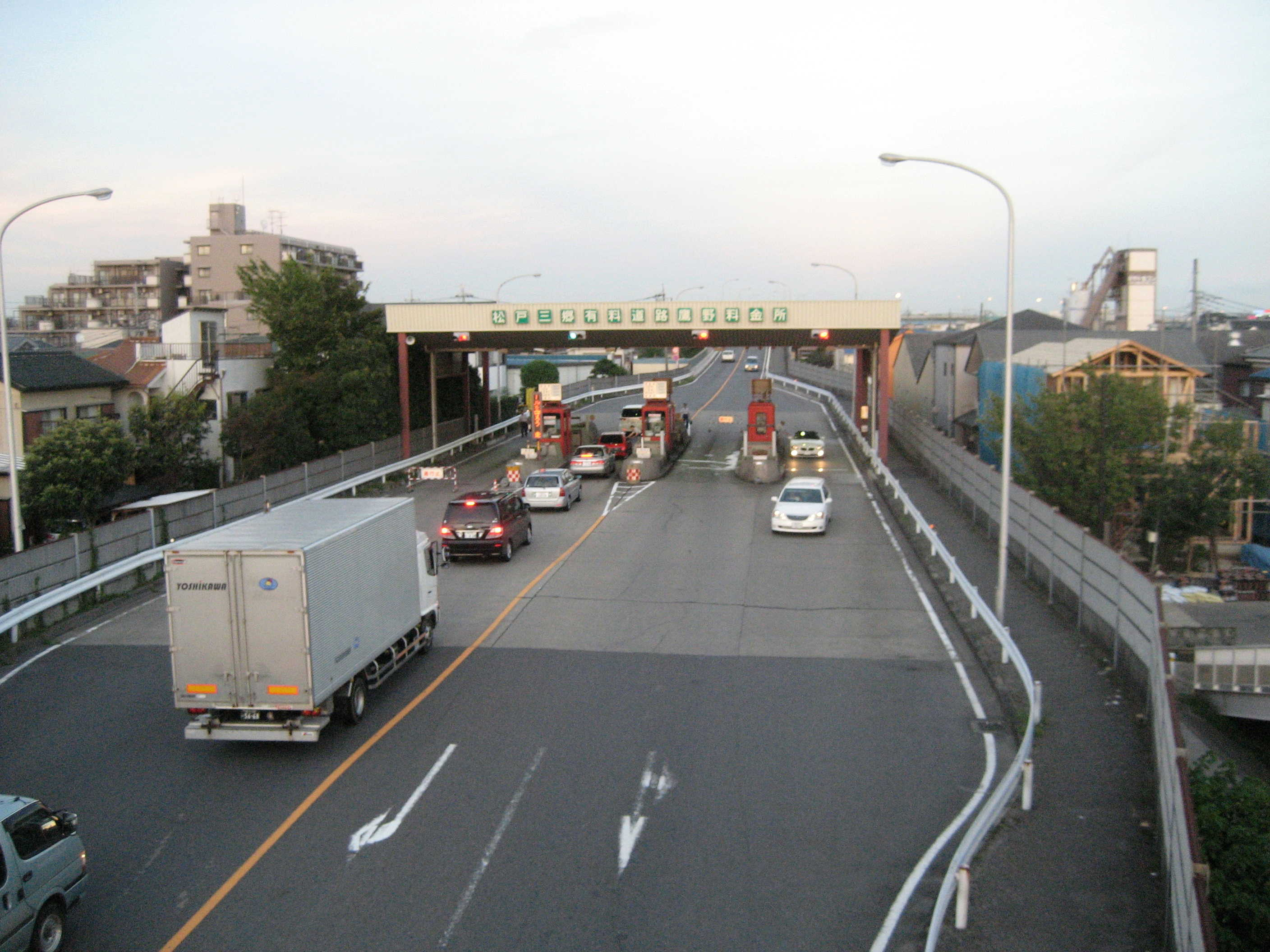
鷹野料金所（埼玉県三郷市）（現在施設はすべて撤去されている）

## 料金
2008年（平成20年）10月26日午前0時より無料開放。
- 普通車 : 250円→200円
- 大型車I : 420円→300円
- 大型車II : 940円→750円
- 軽自動車等 : 200円→150円
- 軽車両等 : 10円→10円

料金所は、三郷市側に設置されていた。

## 沿道施設
千葉県松戸市
- 松戸市消防局西口消防署

埼玉県三郷市
- みさと健和病院

## その他
- この道路はかつて松戸三郷有料道路という名称であったが、地元では松戸橋や青橋（あおはし）または有料橋と呼ばれることもある。また松戸橋有料道路ともいう（道路通行料金領収書にはこの名称で表記されていた。）。
  - この道路を経由する路線バスの方向幕には「有料橋経由」と表示されていたが、現在「上葛飾橋経由」という表記に変更されている。また、無料化に伴い、バス料金の改定も行われた。
- 松戸駅周辺から三郷南IC（東京外環自動車道）や三郷IC（常磐自動車道）へ向かうのに利用される。